# Vincenzo Cuomo
Vincenzo Cuomo (Napoli, 21 agosto 1858 – Anacapri, 25 aprile 1935) è stato un medico e climatologo italiano.

## Biografia
Oltre agli studi classici, frequenta corsi di francese, inglese e tedesco e si dedica con passione anche allo studio del pianoforte.
Si iscrive alla Facoltà di Medicina e Chirurgia della Regia Università di Napoli e si laurea cum laude nel luglio 1881.  
Allievo di Antonio Cardarelli, prima come studente e poi come medico, nei primissimi anni di laurea (1881-1882) svolge la sua attività a Napoli. 
Ottiene brillanti risultati a concorsi banditi dalla Regia Università: concorso d'onore in Chimica (invito, prima della laurea, a tenere una pubblica conferenza) e concorso ad assistente medico della I Clinica Medica. 
Un grave incidente nel corso di una perizia settoria all'Istituto di Anatomia Patologica è causa, per infezione cadaverica, della perdita dell'occhio destro; questo episodio ne condizionerà il suo futuro. 
Su consiglio dello stesso A. Cardarelli, si trasferisce a Capri per un breve periodo di convalescenza, ma vi rimarrà per il resto della sua vita. 
Nel 1882 vince il concorso di Medico Condotto di Anacapri e, successivamente, quello di Ufficiale Sanitario di Capri. 
Oltre alla sua attività di medico, è Delegato della Croce Rossa e organizza un efficiente Osservatorio Meteorologico nella torre della sua villa. Il piccolo, ma attrezzatissimo, osservatorio privato, su invito della Direzione dell'Ufficio Centrale di Meteorologia, entra a far parte della Rete Meteorologica Italiana. 
Per ben quattro decenni, dal 1890 al 1931, interviene a gran parte dei congressi nazionali ed internazionali di Idrologia, Climatologia e Terapia fisica, ottenendo numerosi riconoscimenti e premi per la sua intensa attività di ricerca. 
I suoi studi, diffusi su riviste scientifiche nazionali ed internazionali, valgono a far riconoscere l'Isola come “prestigiosa Stazione Climatica di Soggiorno e Cura” nonché a porre le basi per lo sviluppo della nascente industria turistica caprese. Per tale attività riceve la cittadinanza onoraria da parte del Comune di Capri (1905). 
Le sue ricerche contribuiscono all'individuazione delle basi biologiche della Climato-talassoterapia costituendo, ancora oggi, un punto di riferimento per gli studiosi del settore.  
È nominato Rappresentante per l'Italia nel Comitato Internazionale permanente di Talassoterapia. È, inoltre, membro delle seguenti società nazionali ed internazionali: 
Associazione Italiana di Idrologia, Climatologia e Terapia Fisica 
Società Reale di Medicina pubblica 
Tipografia Medica del Belgio
Muore nella sua casa di Anacapri.

## Temi di ricerca
La produzione scientifica del dott. Cuomo consente di individuare tre aspetti della sua attività: quella di clinico, igienista e climatologo. 
Per quanto riguarda l'attività di clinico e di igienista, le sue pubblicazioni trattano vari temi tra cui: il salasso (1899), la profilassi della polmonite (1902), le convulsioni infantili (1902), l'etiologia della pellagra (1904), tifoidi e paratifoidi (1906) e altre malattie infettive (1911). 
Di rilievo sono le statistiche sulla morbosità e sulla mortalità nell'isola di Capri, nonché le sue osservazioni diagnostiche, terapeutiche e prognostiche. Di particolare interesse la lunga casistica, per un totale di 60 soggetti affetti da tubercolosi polmonare, tutti stranieri, ed osservati a Capri nel periodo 1883-1892, con i relativi dati anamnestici e diagnostico-clinici, seguiti dagli esiti in rapporto alla durata del soggiorno sull'isola. 
Particolare rilevanza assume la sua attività tesa a valutare e a controllare il contagio e la diffusione delle malattie infettive, che specialmente nell'infanzia contribuivano a elevare il tasso di mortalità infantile, in estate con forme diarroiche e in inverno con affezioni respiratorie. In alcuni dei suoi lavori sono riportati i dati relativi al periodo 1888-1892 su natalità, mortalità generale e mortalità infantile dei due Comuni dell'isola di Capri. 
Il dott. Cuomo descrive il riacutizzarsi frequente delle infezioni gastroenteriche dovute a forme tifoidi, dissenteriche e coleriche che, pur non trovando nell'isola terreno naturale per il loro sviluppo a causa del clima mite ad ampio soleggiamento, destavano preoccupazioni serie per lo smaltimento a cielo aperto dei rifiuti solidi e liquidi, ovunque abbandonati in mancanza di fogne idonee e per l'inquinamento dell'acqua potabile in mancanza di sorgenti e di una conduttura adatta. Di qui i suoi interventi e la sua attività di stimolo nei confronti delle amministrazioni comunali e provinciali. 
È, comunque, soprattutto la sua attività di climatologo che lo rende una delle personalità scientifiche più significative, per l'isola di Capri, tra la fine dell'Ottocento e gli inizi del ‘900. 
Si deve alle pubblicazioni e al lavoro del dott. Vincenzo Cuomo la valorizzazione e soprattutto il riconoscimento di Capri quale “Stazione climatica di soggiorno e cura”. 
Sono, infatti, i suoi studi a mettere in luce le caratteristiche e le proprietà dell'“ambiente”, della “temperatura”, della “luce”, dell'“aria” e delle “azioni biologiche del clima” sull'organismo sano e in condizioni patologiche quali “malattie infettive, clorosi, anemie, ritardo di sviluppo, cachessia, anomalie della nutrizione, affezioni delle vie respiratorie, malattie del cuore e delle vie digestive”.  
Per questa sua attività di ricerca il Comune di Capri nel 1905 gli conferisce la cittadinanza onoraria.  
Alcune sue pubblicazioni quali "L'isola di Capri come stazione climatica" del 1894 (dedicata al suo maestro Antonio Cardarelli); Il clima dell'isola di Capri del 1912; Talassoterapia nostrana del 1912; Il clima considerato come coefficiente terapeutico del 1915; L'île de Capri. Séjour climatique del 1927, sono ancora oggi attuali e citate nella letteratura del settore. Ne è dimostrazione, ad esempio, il riferimento di Carmine Melino e coll. che, nella pubblicazione del 2007 Capri come ecosistema, salute e longevità, Ed. Universo, Roma, per illustrare da un punto di vista climatico le caratteristiche dell'isola, riportano i risultati descritti da Vincenzo Cuomo nella sua pubblicazione del 1894 L'isola di Capri come stazione climatica.

## L'osservatorio
Il dott. Vincenzo Cuomo, come riportato da La Meteorologia Pratica (Anno IV, N.2, 1923), fonda ad Anacapri un Osservatorio Meteorologico in cui inizia a raccogliere e registrare dal 1886 i dati relativi alle caratteristiche del clima dell'isola. 
Una gabbia contenente uno psicrometro di August, due termografi a massima e a minima rappresentano gli strumenti iniziali di indagine. Successivamente l'Osservatorio si arricchisce di ulteriori apparecchiature, di avanguardia per quel tempo, tra le quali un barometro Fortin, uno psicrometro a ventilatore, un termografo a massima (Fuess, sistema Richard), un termografo a minima (Fuess, sistema Richard), un igrografo, un barografo, un pluviometro, un anemografo elettrico Fuess e un evaporimetro.
I rilievi del dott. Cuomo venivano richiesti e utilizzati dai competenti uffici Comunali e Provinciali nonché dall'Istituto Centrale di Meteorologia del Collegio di Roma, in assenza di una efficiente stazione meteorologica sull'isola che venne installata dall'Aeronautica Militare solo intorno al 1950. 
Il piccolo, ma attrezzatissimo, osservatorio privato, su invito della Direzione dell'Ufficio Centrale di Meteorologia, entra a far parte della Rete Meteorologica Italiana.

## Il profilo artistico
Il rigore scientifico del dott. Vincenzo Cuomo si accompagna ad una profonda sensibilità artistica. 
Nel testo della lapide, dedicata dal Comune di Capri, si legge che Vincenzo Cuomo “coniugò autorevolmente la figura di clinico emerito con quella di artista ammaliato dalla cultura e dalla dolcezza dell'Isola di Capri”. 
La musica è parte della sua vita. Suona il pianoforte e la cetra e realizza composizioni musicali come Inno alla Libertà, Inno alla Medicina, Chitarrata appassiunata e È ammore c' 'o ffà?!... (dedicata al suo amico Friedrich Alfred Krupp). 
Come si evince dalle sue Memorie, intuisce il potenziale ruolo terapeutico della musicoterapia nel trattamento di patologie del sistema nervoso. 
È autore del Masaniello, dramma storico napoletano in cinque atti.
9 dicembre 1905 - Conferimento della Cittadinanza Onoraria da parte del Comune di Capri con la seguente motivazione: 

## Onorificenze
9 dicembre 1905 - Conferimento della Cittadinanza Onoraria da parte del Comune di Capri con la seguente motivazione: 
Il Consiglio Comunale del Municipio di Capri, nella tornata del 24 ottobre 1905, considerando che il dottor Vincenzo Cuomo, al VII Congresso Climatologico e Idrologico Internazionale di Venezia – ottobre 1905 – con l'opera ed i lunghi accurati studi, ha saputo illustrare la bontà eccezionale del clima dell'Isola di Capri e render conto delle opere pubbliche eseguite e progettate dall'Amministrazione per la bonifica igienica di questo Comune, tanto che l'Assemblea – seduta 11 ottobre – accoglieva unanime la proposta di speciale voto di plauso ed ammirazione per l'importante dissertazione fatta dal chiaro sanitario, mentre la giuria dell'annessa esposizione internazionale decretava il Diploma di merito al Dottor Cuomo e il Diploma d'Onore al Municipio di Capri.
Considerando quanta fama aggiunge all'Isola l'alta onorificenza ottenuta da questo Municipio per l'opera intelligente e benemerita del dottor Cuomo per cui grandi vantaggi morali e materiali ne trarrà il paese,
Interprete della generale riconoscenza del cittadini capresi
Delibera all'unanimità 
Di conferire al dottor Vincenzo Cuomo la cittadinanza onoraria del Comune di Capri
22 giugno 1911 - Nomina di Cavaliere nell'Ordine della Corona d'Italia per gli alti meriti scientifici.
12 settembre 2008 - Lapide dedicata dal Comune di Capri e posta nell'atrio del Municipio:
A Vincenzo Cuomo, medico e scienziato, che coniugò autorevolmente la figura di clinico emerito a favore dei bisognosi con quella di artista ammaliato dalla cultura e dalla dolcezza dell'isola di Capri. Le sue ricerche, nell'ambito della climatologia, fecero assurgere Capri a stazione climatica e di soggiorno a livello mondiale. I Capresi con gratitudine posero
12 settembre 2008 - Attestato del Rettore della Seconda Università degli Studi di Napoli:
In occasione del 150º anniversario della nascita, il Comune di Capri ha ricordato con ammirazione, orgoglio ed immutato affetto uno dei suoi più illustri concittadini il dott. Vincenzo Cuomo, allievo di Antonio Cardarelli, Medico condotto e ufficiale sanitario, climatologo, protagonista della vita artistica e intellettuale dell'isola tra la fine dell'Ottocento e gli inizi del Novecento. 
Cuomo si laureò nel 1881 cum laude in Medicina e Chirurgia presso la Facoltà di Medicina della Regia Università di Napoli, ora Facoltà di Medicina e Chirurgia della Seconda Università degli Studi di Napoli che ne rappresenta il passato glorioso. 
Testimone della tradizione medica napoletana e dei suoi fasti passati e presenti nell'ambito della ricerca clinica, il prof.
Francesco Rossi
Magnifico Rettore della Seconda Università degli Studi di Napoli
già Preside della Facoltà di Medicina e Chirurgia
attesta i meriti scientifici del dott. Vincenzo Cuomo, studioso, medico e scienziato. Cuomo è stato una delle figure più rappresentative della cultura caprese e napoletana alla fine dell'Ottocento e i suoi studi sia in ambito medico (sulla polmonite, le malattie infettive, tifo, convulsioni infantili) sia soprattutto in campo meteorologico e climatologico sono ancora oggi di grande attualità e sono stati significativi per la valorizzazione e il riconoscimento dell'isola di Capri quale “prestigiosa Stazione climatica di soggiorno e cura”. 
Il dott. Vincenzo Cuomo è per i giovani un fulgido esempio di uomo di cultura, umanità, amore per la Natura, le Scienze e il prossimo. 
Il Rettore
Prof. Francesco Rossi 
3-6 giugno 2010 - Workshop organizzato dal Prof. Giuseppe Nisticò dell'Università di Roma Tor Vergata e dal Prof. Giovambattista De Sarro dell'Università di Catanzaro:
1970-2010: Forty Years of Advances in Pharmacology and Therapeutics - A tribute to Gustav Born and Vincenzo Cuomo
Nell'ambito del Congresso internazionale la figura di Vincenzo Cuomo è stata illustrata dal Prof. Gerry Melino dell'Università di Roma Tor Vergata; in tale occasione è stato conferito alla memoria di Vincenzo Cuomo l'Alkameon International Prize.

## Scritti
- O. CARO e V. Cuomo, Compendio di Oftalmiatria ad uso degli studenti e dei medici pratici, V. Morano ed., Istituto Casanova, Napoli, 1883.
- V. Cuomo, Nuove osservazioni sulla Rubeola epidemica. Giornale internazionale delle Scienze Mediche, Enrico Detken Ed., Napoli, 1884.
- V. Cuomo, Sul clima dell'Isola di Capri. Atti del Congresso medico nazionale di Idrologia e Climatologia, Napoli, ottobre 1890.
- V. Cuomo, L'Isola di Capri come stazione climatica (con una carta geografica-geologica dell'Isola), Tip. A. Trani, Napoli, 1894.
- V. Cuomo, Osservazioni meteorologiche raccolte nel Comune di Anacapri durante il quinquennio 1891-95, Atti Concorso degli ufficiali sanitari, V Congresso nazionale d'Igiene, Messina, 1896.
- V. Cuomo, Vantaggi e danni del salasso e dei vescicanti, Corriere Sanitario, Tip. A. Rancati, Milano, 1899.
- V. Cuomo, Igiene delle altitudini, Corriere Sanitario, Tip. A. Rancati, Milano, 1901.
- V. Cuomo, Messungen der Electricitätszerstreuung in der freien Atmosphäre auf Capri. Aus den Nachrichten der K. Wissenschaften zu Göttingen. Mathematisch-physikalische Klasse. Jahres 1902. Heft 6.
- V. Cuomo, Convulsioni infantili: loro frequenza - loro etiologia - loro esito e trasformazione, Corriere Sanitario, Tip. A. Rancati. Milano, 1902.
- V. Cuomo, Profilassi sociale e individuale della Polmonite, Corriere Sanitario, Tip. A. Rancati. Milano, 1902.
- V. Cuomo, Messungen der Electricitätszerstreuung in der freien Atmosphäre auf Capri. Aus den Nachrichten der K. Wissenschaften zu Göttingen Mathematisch-physikalische Klasse. Oktober 1903. Heft 3.
- V. Cuomo, Sull'etiologia della Pellagra, Corriere Sanitario, Tip. A. Rancati. Milano, 1904.
- V. Cuomo, Tifoidi e Pseudotifoidi, principalmente dal lato clinico, Corriere Sanitario di Milano, Tip. Zerboni & C, Milano, 1906.
- V. Cuomo, Dispersione elettrica dell'atmosfera e Radio-attività, Atti del VII Congresso Internazionale di Idrologia - Climatologia - Geologia e di Terapia Fisica. Venezia, Ott. 1905, Tip. Orfanotrofio Pellizzato, 1906.
- V. Cuomo, Contribution à l'étude de la climatologie insulaire et particulièrement de l'île de Capri, Atti del Congresso Internazionale di Idrologia - Climatologia - Geologia e di Terapia Fisica, Venezia Ott. 1905. Tip. Orfanotrofio Pellizzato, 1906.
- V. Cuomo, Causes qui modifient l'action physio-thérapeutique des climats marins, Atti del IV Congresso Internazionale di Talassoterapia, Abbazia, 28-30 Sett. 1908, Berlin SW 48. Allgemeine Medizinische Verlagsanstalt, G. m. b. H. 1909.
- V. Cuomo, Zentralblatt für Thalassotherapie, Klimatologie, Balneologie und verwandte Wissenszweige. Sonderabdruck. Buchdruckerei V. Tomičić i dr. - Abbazia, Juni 1911. Nr. 6.
- V. Cuomo, La difesa individuale contro le malattie infettive, Casa Ed. cav. dott. V. Pasquale. Napoli, 1911.
- V. Cuomo, Talassoterapia nostrana, Giornale di Climatologia Marina e Talassoterapia, Luglio 1912, N. 1-2. Stabilimento Grafico U. Bortoli, Venezia, 1912.
- V. Cuomo, Il clima dell'Isola di Capri, Unione Tip. Cooperativa, Perugia, 1912.
- V. Cuomo, Talassoterapia Scientifica e Specializzazione dei climi marini, Atti dell'XI Congresso Nazionale di Idrologia, Climatologia e Terapia fisica. Napoli 1912, Unione Tip. Cooperativa, Perugia, 1913.
- V. Cuomo, Il clima considerato come coefficiente terapeutico, Estratto dal Vol. pubblicato nel XXX anno di Direzione sanitaria del Prof. D. Barduzzi delle Terme di S. Giuliano 1915, Tip. S. Bernardino. Siena, 1915.
- V. Cuomo, I. In tema di climatologia medica nostrana: Rilievi e Proposte. II. Risorse climatiche del “Napoletano” e varietà del suo clima marino, con particolare riguardo all'“Isola di Capri”. Atti del Congresso Nazionale di Idrologia, Climatologia e Terapia fisica, Perugia, Tip. L. Pierro e figlio, Napoli, 1921.
- V. Cuomo, Sintesi delle ricerche compiute e delle osservazioni meteorologiche raccolte nell'isola di Capri nel periodo 1891-1919. Atti del Congresso Internazionale di Monaco Principato, aprile 1921.
- V. Cuomo, Saggio e discussione di climatologia medica comparata del Golfo di Napoli. Atti del XIII Congresso dell'Associazione Medica Italiana di Idrologia, Climatologica e Terapia Fisica, Castellammare di Stabia 1921, S.I.E.M. Napoli, 1923.
- V. Cuomo, Meteorologia e salute umana. Atti del XII Congresso Soc. It. per il progresso delle Scienze in occasione del Settecentenario della R. Università di Napoli, Tip. dei Monasteri, Subiaco, 1924.
- V. Cuomo, L'Isola di Capri e il suo valore climato-talassoterapico. Atti del Congresso Internazionale di Talassoterapia, Venezia, Aprile 1923, Tip. A. Vidotti, Venezia, 1925.
- V. Cuomo, Avantages climatiques des mers méridionales de l'Europe et, en particulier, du littoral thyrrhénique. Le golfe de Naples, son milieu et sa valeur climato-physio-thérapeutique. Atti del Congresso Internazionale "Verhandlungen der klimatologischen Tagung, Davos 1925", Verlag von Benno.
- V. Cuomo, L'Ile de Capri Séjour climatique, Ente Nazionale Industrie Turistiche, Tip. Consorzio Nazionale di Emigrazione e Lavoro, Roma, 1927.
- V. Cuomo, The Isle of Capri as a Health Resort, Ente Nazionale Industrie Turistiche, Tip. Consorzio Nazionale di Emigrazione e Lavoro, Roma, 1927.
- V. Cuomo, Die Insel Capri als Klimatischer Kurort, Ente Nazionale Industrie Turistiche, Tip. Consorzio Nazionale di Emigrazione e Lavoro, Roma, 1927.
- V. Cuomo, Sul risveglio presente e sull'avvenire della talassoterapia italiana. Atti del XVIII Congresso Nazionale di Idrologia, Climatologia e Terapia Fisica, Milano, 3-6 ottobre 1927, A. Cordani S. A. Milano, 1927.
- V. Cuomo, Necessità attuale per una più efficace propaganda delle stazioni idro-climatiche italiane, La Cultura Medica Moderna, Anno IX, N. 19 – 1930, Cultura Medica Ed. Palermo, 1930.
- V. Cuomo, L'Isola di Capri dal punto di vista del soggiorno climatico, Giornale It. Scienza Idrominerale e Climatologica, n. 8 - Anno 1930 - VIII. Arti Grafiche Paneto & Petrelli, Spoleto, 1930.
- V. Cuomo, L'Isola di Capri e sua importanza come stazione climatica. (Note riassuntive). Tip. Gustavo Travi. Palermo, 1931.

| Controllo di autorità | VIAF (EN) 101289470 · GND (DE) 139562907 |